# Étienne Bonnot de Condillac

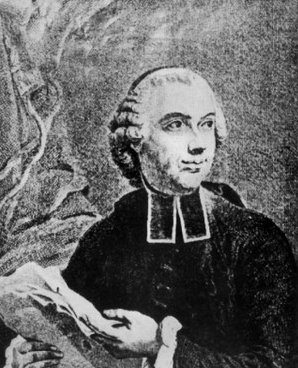
Étienne Bonnot de Condillac

Étienne Bonnot de Condillac (* 30. September 1714 in Grenoble; † 3. August 1780 in Flux bei Beaugency) war ein französischer Geistlicher (Abbé von Mureau), Philosoph und Logiker im Zeitalter der Aufklärung. Von John Locke ausgehend, entwickelte dieser Moralphilosoph und Aufklärer eine sensualistische Erkenntnistheorie.

## Leben und Wirken
Sein Vater Gabriel Bonnot de Mably (1666–1727) und seine Mutter, eine Madame de la Coste (* 1675), hatten außer Étienne Bonnot de Condillac noch weitere Kinder: Jean Bonnot de Mably (1696–1761), Anne Bonnet (* ca. 1698), François Bonnot de Saint Marcellin (1700–1785), Gabriel Bonnot de Mably, Georges Joseph Bonnot (* 1711).
Bonnot de Condillac litt bis zu seinem zwölften Lebensjahr an einer chronischen Augenkrankheit, die seine Lernbemühungen hinsichtlich des Lesens beeinträchtigte und ihn auch in späteren Jahren, als Folgen der Erkrankung, immer wieder zwang, seine schriftstellerischen Tätigkeiten zu unterbrechen.
In Paris besuchte er regelmäßig den Salon von Claudine Guérin de Tencin. Als Jean-Jacques Rousseau am 10. Juli 1742 von Lyon nach Paris aufbrach lernte er in der französischen Hauptstadt den späteren Bankier Daniël Roguin aus Yverdon kennen. Über diese Bekanntschaft kam er in Kontakt zu Denis Diderot und schloss mit diesem Freundschaft.
In Lyon war Rousseau als Nachhilfelehrer und Erzieher der Kinder von Gabriel Bonnot de Mably tätig, dem Bruder von de Condillac. Durch Rousseau wiederum lernte Diderot de Condillac kennen.
Rousseau, de Condillac und Diderot trafen sich regelmäßig und speisten im Panier fleuri. Dort entwickelten die drei den Plan eine literatur-kritische Zeitschrift herauszugeben, sie sollte mit dem Titel Le Persifleur publiziert werden. Rousseau edierte die erste Ausgabe, eine zweite erschien aber nicht mehr.

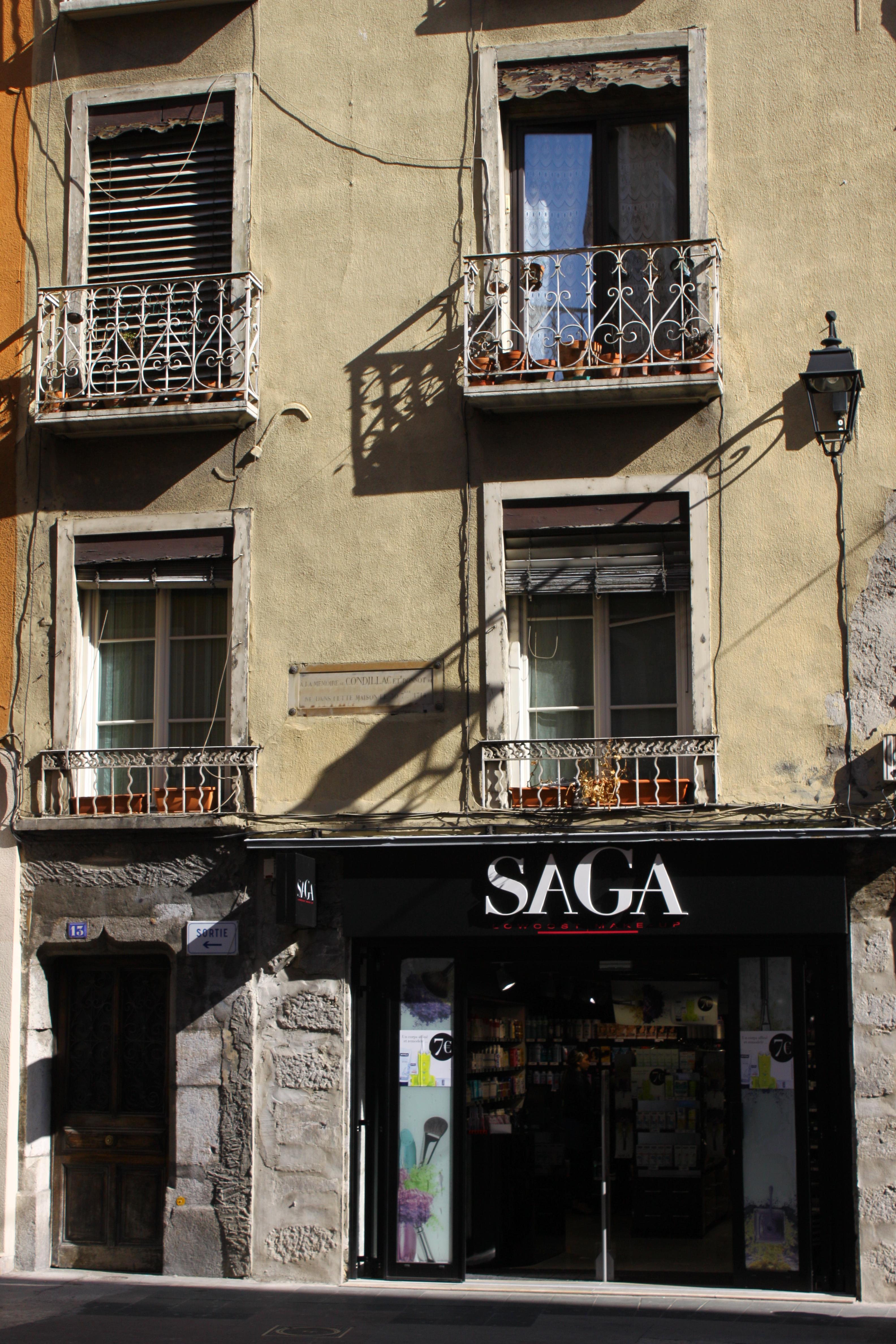
Geburtshaus von Étienne de Condillac in 13 Grand Rue in Grenoble

In Traité des systèmes (1749) unterscheidet Condillac Zeichen, die mit dem Gegenstand zufällig zusammenhängen, natürliche Zeichen und künstliche oder bedingte Zeichen (Sprache und Schrift). Das Geheimnis der Erkenntnis besteht in der richtigen Anwendung dieser Zeichen. Durch die Zerlegung komplizierter Begriffe in ihre einfachsten Elemente vermeidet man Irrtümer.
1754 führt Condillac in Traité des sensations alle Funktionen der Seele (Gefühle, Wünsche, Willensakte) auf die ihnen zugrunde liegenden Empfindungen zurück. Die Empfindung selbst und die psychische Erfahrung wurden von ihm intellektualisiert. Der Verstand sieht mehr als das Auge, schreibt Condillac.
Im Jahre 1757 wurde er nach Parma berufen, um dort die Erziehung des Infanten und Kronprinzen Ferdinand, des späteren Herzogs von Parma, Piacenza und Guastalla zu übernehmen. Diese Aufgabe übernahm er für neun Jahre, gleichzeitig mit Auguste de Keralio (1715–1805), der für die „moralische Erziehung“ im Sinne der Aufklärung wirkte.
In den Arbeiten La logique ou les premiers dévelopments de l'art de penser (1780) und La langue des calculs (1798) geht Condillac von der These der Unteilbarkeit von Denken und Sprache aus und erklärt die Sprachentwicklung aus Handlungen. Durch Zergliederung der Handlung zum Zwecke der Mitteilung – und damit durch Zergliederung der Ideen, deren Zeichen diese Handlungen sind, wird die Sprache der Handlung zur analytischen Methode.
Gemeinsam ist de Condillac und Diderot, dass beide die Sprache sehr weit fassen. So verstehen beide darunter jede Form der menschlichen, kommunikativen Äußerungen, ob z. B. Mimik, Gestik oder die melodisch-rhythmische Stimmführung, deshalb wird die artikulierte Sprache als nur eine Weise des menschlichen Ausdrucks gesehen. Sprache ist aber bei Diderot mehr an die Emotionalität, die Affekte und somit an die Kunst der Dichtung und Musik angelehnt, als an rationales Denken und Logik.
Wissen wird bei Condillac in seiner Logik als sicherer Schluss aus Vernunftgründen interpretiert, der mehr als nur Wahrscheinlichkeit hat.

## Schriften (Auswahl)
- Essai sur l’origine des connaissances humaines 1746
- Traité des systèmes 1749
- Traité des sensations 1754
  - Abhandlung über die Empfindungen. (Traité des sensations.) Hrsg. v. Lothar Kreimendahl. Felix Meiner Verlag, Hamburg 1983, ISBN 978-3-7873-0564-3.
- Traité des animaux 1755
- Cours d’études 1775
- Le Commerce et le gouvernement considérés relativement l’un à l’autre 1776
- La Logique ou l’art de penser 1780
- La Langue des calculs 1798 posthum.